# 9518 Robbynaish
A 9518 Robbynaish (ideiglenes jelöléssel 1978 GA) a Naprendszer kisbolygóövében található aszteroida. A Harvard Observatoryban fedezték fel 1978. április 7-én.